# Pritchardia lanigera
Pritchardia lanigera là loài thực vật có hoa thuộc họ Arecaceae. Loài này được Becc. miêu tả khoa học đầu tiên năm 1890.

## Hình ảnh

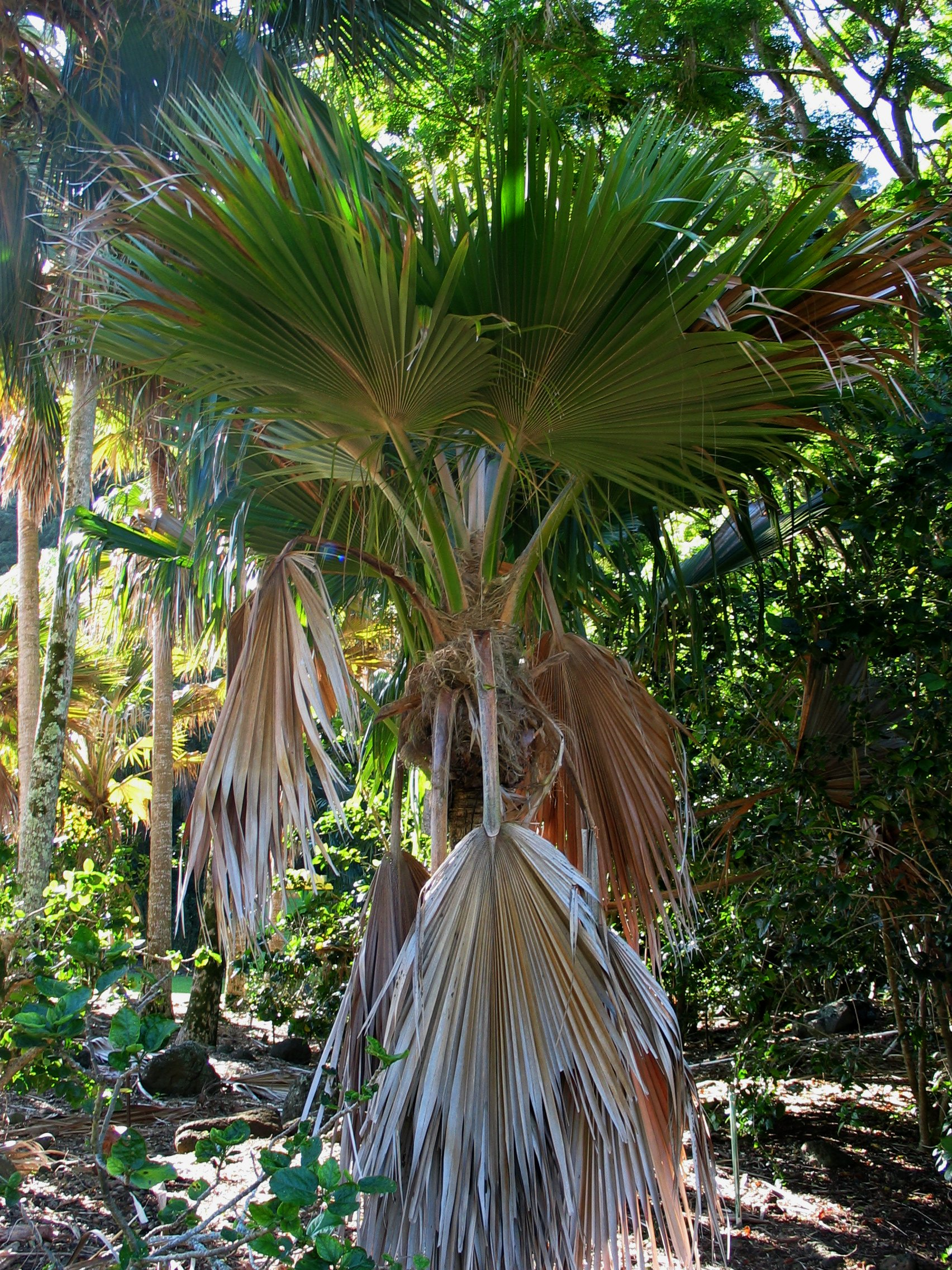